# Anogramma leptophylla
Espèce
Statut de conservation UICN

LC : Préoccupation mineure
Anogramma leptophylla, de noms communs Anogramme à feuilles minces ou Grammitis, est une espèce de petites fougères de la famille des Pteridaceae.

## Description

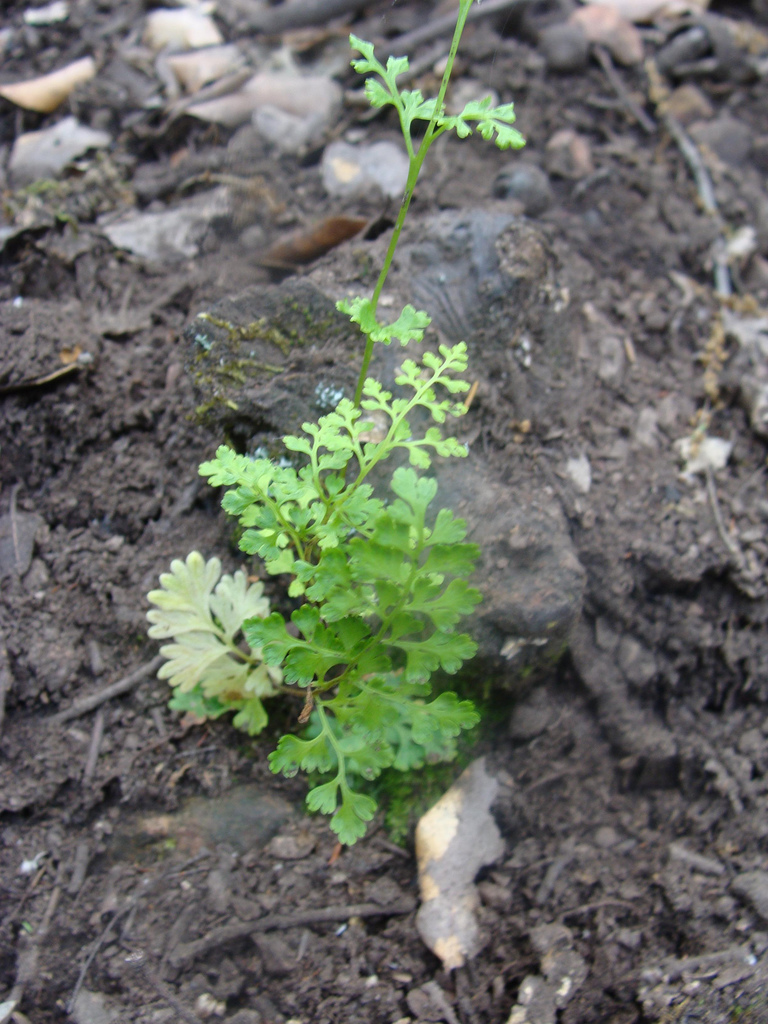
Feuilles.

Cette plante vivace mesure de 5 à 15 cm. Elle se reconnaît aux petites touffes qu’elle forme et qui sont composées de différents types de frondes : les stériles à divisions larges, les fertiles à divisions beaucoup plus étroites.

## Caractéristiques
Les fougères ne produisent pas de graines, mais se reproduisent grâce à des spores. La floraison a lieu de janvier à décembre.

## Répartition
Anogramma leptophylla a une distribution océanique tempérée. Elle se trouve dans la région méditerranéenne (sud de la France, Italie) et est répandue en Amérique du Nord. Le seul endroit dans les îles Britanniques où elle pousse naturellement est l'île de Jersey dans les îles Anglo-Normandes.

## Habitat
L'Anogramme à feuilles minces se rencontre dans des terrains siliceux et dans les rochers frais et abrités. Elle pousse jusqu'à une altitude de 1 000 mètres. Elle préfère pousser sur un sol nu dans des endroits humides mais bien drainés car cette plante n'est pas très compétitive.

## Écologie
Parmi les autres plantes qui poussent dans les mêmes habitats, on trouve Parietaria lusitanica et Selaginella denticulata dans le nord de l'Italie, ainsi que Targionia hypophylla et les mousses Rhynchostegiella tenella et Timmiella anomala à l'île d'Elbe. Ces plantes aiment toutes la chaleur et sont capables de survivre à l'hiver en poussant dans des endroits où l'eau chaude s'infiltre dans les crevasses, ce qui créé ainsi un microclimat tropical.

## Synonymes
- Adenogramme leptophylla (L.) Engl., 1908
- Grammitis leptophylla (L.) Sw., 1806
- Gymnogramma leptophylla (L.) Desv., 1811
- Hemionitis leptophylla (L.) Lag., 1816
- Polypodium leptophyllum L., 1753[4]